# Etroubles
Etroubles é uma comuna italiana da região do Vale de Aosta com cerca de 439 habitantes. Estende-se por uma área de 39 km², tendo uma densidade populacional de 11 hab/km². Faz fronteira com Allein, Bourg-Saint-Pierre (CH-VS), Doues, Gignod, Ollomont, Saint-Oyen.
Pertence à rede das Aldeias mais bonitas de Itália.

## Demografia
| Variação demográfica do município entre 1861 e 2011                               |
|                                                                                   |
| Fonte: Istituto Nazionale di Statistica (ISTAT) - Elaboração gráfica da Wikipedia |